# Dicamptocrana jorgenseni
Dicamptocrana jorgenseni är en tvåvingeart som beskrevs av Frey 1934. Dicamptocrana jorgenseni ingår i släktet Dicamptocrana och familjen vapenflugor.
Artens utbredningsområde är Paraguay. Inga underarter finns listade i Catalogue of Life.